# Рум'янцево (станція метро)
55°37′58.8″ пн. ш. 37°26′30.84″ сх. д. / 55.633000° пн. ш. 37.4419000° сх. д.
«Рум'янцево» (рос. Румянцево) — проміжна станція Сокольницької лінії Московського метрополітену, яка розташована за МКАДом у новомосковському адміністративному окрузі на розі Ленінського проспекту (далі — Київське шосе) та МКАД, біля присілку Рум'янцево. Відкрита 18 січня 2016 року .

## Архітектура і оформлення
У загальному вигляді на станції переважають геометрично правильні форми. Для облицювання колійних стін використані засновані на творчості Піта Мондріана абстрактні малюнки. На платформі встановлено яскраві помаранчеві лавки з назвою станції.
Через обмеження простору для будівництва — загальна довжина виділеного майданчика склала 280 метрів проти звичайних 400 — проектувальники запропонували розташувати всі касові вестибюлі та службово-технологічні приміщення на окремому верхньому ярусі, а платформу — на нижньому. По торцях станції, згідно з проектом, були розміщені ліфти для осіб з обмеженими фізичними можливостями та евакуаційні сходи. На платформі розташовані чотири ескалатори для підйому пасажирів в касові зали. Наземні вестибюлі схожі на ротонди вестибюлів таких станцій, як «Алма-Атинська» та «П'ятницьке шосе», побудованих в 2012.

## Пасажиропотік
За даними на лютий 2016 року, станцією користуються 26 тисяч осіб на день .

## Розташування
Станція розташована за МКАД на Київському шосе поблизу сіл Салар'єво і Дудкін. Станція має два виходи, обидва по північну сторону Київського шосе. Біля західного виходу планують організація безкоштовної перехоплюючої парковки. На кінець 2010-х біля станції відсутній пішохідний перехід на південну сторону шосе, автобуси, які прямують в сторону Москви по Київському шосе, не зупиняються біля станції.

## Конструкція
Колонна трипрогінна мілкого закладення (глибина закладення — 12 м) з однією прямою острівною платформою.

## Колійний розвиток
Станція не має колійного розвитку.

## Пересадки
- А: 343, 485, 611, 707, 890